# Dulgheru
Dulgheru – wieś w Rumunii, w okręgu Konstanca, w gminie Saraiu. W 2011 roku liczyła 515 mieszkańców.